# Pacific Rim Championship 1996
El Pacific Rim Championship de 1996 fue la primera edición del torneo de rugby disputado entre naciones norteamericanas y asiáticas.
En esta edición el ganador fue Canadá.

## Equipos participantes
- Selección de rugby de Canadá
- Selección de rugby de Estados Unidos
- Selección de rugby de Hong Kong
- Selección de rugby de Japón

## Posiciones
| Pos. | Equipo         | Encuentros | Encuentros | Encuentros | Encuentros | Tantos  | Tantos    | Tantos     | Puntos |
| Pos. | Equipo         | jugados    | ganados    | empatados  | perdidos   | a favor | en contra | diferencia | Puntos |
| ---- | -------------- | ---------- | ---------- | ---------- | ---------- | ------- | --------- | ---------- | ------ |
| 1    | Canadá         | 6          | 5          | 0          | 1          | 207     | 108       | + 99       | 16     |
| 2    | Hong Kong      | 6          | 3          | 0          | 3          | 126     | 179       | - 53       | 12     |
| 3    | Estados Unidos | 6          | 2          | 0          | 4          | 192     | 110       | + 82       | 10     |
| 4    | Japón          | 6          | 2          | 0          | 4          | 120     | 248       | - 128      | 10     |

## Resultados
| 11 de mayo | Japón | 34 - 27 | Hong Kong |  |  |

| 11 de mayo | Estados Unidos | 19 - 12 | Canadá |  |  |

| 18 de mayo | Canadá | 24 - 20 | Estados Unidos |  |  |

| 18 de mayo | Hong Kong | 33 - 9 | Japón |  |  |

| 1 de junio | Hong Kong | 12 - 18 | Canadá |  |  |

| 8 de junio | Hong Kong | 22 - 19 | Estados Unidos |  |  |

| 9 de junio | Japón | 18 - 45 | Canadá |  |  |

| 16 de junio | Japón | 24 - 18 | Estados Unidos |  |  |

| 29 de junio | Estados Unidos | 42 - 23 | Hong Kong |  |  |

| 6 de julio | Canadá | 57 - 9 | Hong Kong |  |  |

| 6 de julio | Estados Unidos | 74 - 5 | Japón |  |  |

| 13 de julio | Canadá | 51 - 30 | Japón |  |  |

| Bandera de Canadá |
| Campeón Canadá    |
| Primer título     |